# Кырын Тау
Кырын Тау — деревня в Муслюмовском районе Татарстана. Входит в состав Семяковского сельского поселения.

## География
Находится в восточной части Татарстана на расстоянии приблизительно 17 км на восток-северо-восток по прямой от районного центра села Муслюмово.

## История
Деревня была основана как Новое Булярово в 1926 году выходцами из деревни Татарское Булярово. В советское время работали колхозы «Яна Буляр», «Алга». В 1978 году колхоз был закрыт, деревня опустела и в 1980 исключена из учетных данных. В 1997 году деревня возродилась с организацией крестьянского фермерского хозяйства «Крынтау». В 1999 году деревня вновь была зарегистрирована.

## Население
Постоянных жителей было: 10 в 2002 году (татары 70 %), 7 в 2010.